# Micraroa rufescens
Micraroa rufescens är en fjärilsart som beskrevs av George Francis Hampson 1905. Micraroa rufescens ingår i släktet Micraroa och familjen tofsspinnare. Inga underarter finns listade i Catalogue of Life.